# Гитнер, Яков
Яков Гитнер (Витнер; ум. в 1680-е) — российский дипломат и переводчик Посольского приказа.

## Биография
Сперва служил в чине капитана в полку иноземного строя генерала Николая Баумана и 2 июля 1665 года Гитнер был назначен переводчиком шведского и немецкого языков с жалованьем 163 рублей 75 копеек в год, считая с поденными деньгами. Оклад постепенно увеличился до 202 рублей 75 копеек вследствие особых заслуг и за знание датского языка.
С 1668 года деятельность Якова Гитнера протекает преимущественно в городе Новгороде, где он переводит шведские грамоты, а потом заведует почтовыми сношениями со Швецией вообще. Из Новгорода он неоднократно выезжает по специальным поручениям: в 1674 году сопровождает в Москву шведского посланника Густава Оксенширна; в 1676 году участвует вместе с Иваном Васильевичем Бутурлиным на пограничном съезде со шведскими уполномоченными; в 1684 году состоит при шведском после К. Гильденштерне.
Яков Гитнер скончался в конце восьмидесятых годов XVII века и заменен в Новгороде переводчиком Ильёй Гитнером.